# Endwert
Der Endwert ist ein grundlegender Begriff aus der klassischen Finanzmathematik.

## Hintergründe
Der Endwert von Einzahlungen und Auszahlungen ist der Wert, der sich durch Aufzinsung ergibt. Mit seiner Hilfe kann festgestellt werden, welchen Wert eine oder mehrere während einer Betrachtungsperiode geleisteten Zahlungen am Ende haben. Das Gegenteil vom Endwert ist der Barwert.
Somit beschreibt der Endwert von Ein- und Auszahlungen den Betrag, welchen der Investor bei der Durchführung der Investition am Ende ({\displaystyle t=T}) zur Verfügung hat.
Bei einmaliger Zahlung ergibt sich der Endwert durch Multiplikation des Zeitwerts mit dem Aufzinsungsfaktor, der aus finanzmathematischen Tabellen entnommen werden kann.
Bei mehrmaligen gleich hohen Zahlungen am Ende jedes Jahres der Betrachtungsperiode ergibt sich der Barwert durch Multiplikation des Zeitwerts der Zahlung mit dem Endwertfaktor, der aus finanzmathematischen Tabellen entnommen werden kann.
Eines der meist angewandten Modelle zur Berechnung des Endwerts ist das Gordon Growth Model.

## Beispiel
Auf einem mit 6 % verzinsten Konto befinden sich zurzeit 5.000 €. Welcher Endwert steht in fünf Jahren zur Verfügung?
{\displaystyle EW_{T}=K_{0}\cdot q^{T}=5.000\cdot 1{,}06^{5}=6.691{,}13}
Aufbauend auf vorigem Beispiel werden in einem, zwei und drei Jahren je 1.000 € abgehoben. Welcher Endwert steht in fünf Jahren dann zur Verfügung?
{\displaystyle EW=5.000\cdot 1{,}06^{5}-1.000\cdot (1{,}06^{4}+1{,}06^{3}+1{,}06^{2})=3.114{,}03},
wobei:
- {\displaystyle EW_{T}} der Endwert der Investition, gemessen zum Zeitpunkt {\displaystyle T},
- {\displaystyle K_{0}} die Höhe der Anfangsauszahlung zum Zeitpunkt {\displaystyle 0},
- {\displaystyle t} der Periodenindex ({\displaystyle t=1,\dotsc ,T}) und
- {\displaystyle q} der Zinsfaktor der Investition ist.